# Ein Bandit von Ehre
Ein Bandit von Ehre (Originaltitel: Jesse James) ist ein US-amerikanischer Stummfilmwestern aus dem Jahr 1927 von Lloyd Ingraham mit Fred Thomson in den Hauptrollen. Der Film wurde von Paramount Players-Lasky produziert.

## Handlung
Jesse James, Mitglied der Partisanengruppe von William Clark Quantrill während des Bürgerkriegs, trifft Zerelda Mimms, ein Mädchen aus dem Norden, das auf der Plantage ihres Onkels im Süden gestrandet ist. Jesse rettet sie vor der Gefangennahme als Spionin.

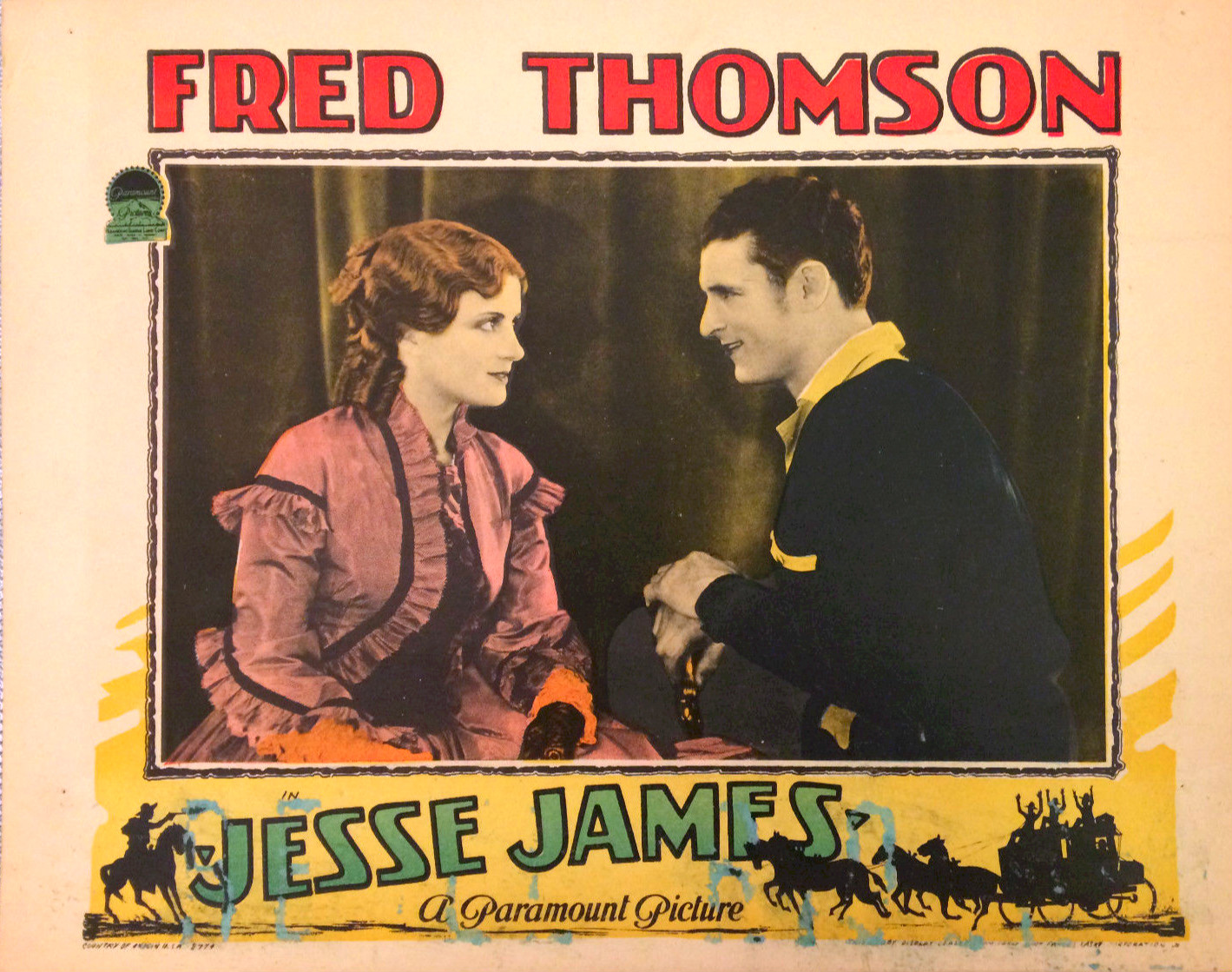
Aushangfoto mit Nora Lane und Fred Thomson

Nach dem Krieg wird Jesse von seinem Freund Parson Bill gewarnt, dass seine Mutter von fanatischen Unionisten verstümmelt worden sei. Frederick Mimms droht ihm mit der Vertreibung aus der Stadt. Jesse ist kurz davor, sich an Mimms zu rächen, als die Schreie seiner Tochter ihn zum Umdenken bewegen. Er flieht auf spektakuläre Weise und wird als gesetzloser Bandit berüchtigt. Bürger versuchen, ihn mit Hilfe von Bob Ford, der ihn aus Liebe zu Zerelda verrät, zur Kapitulation zu bewegen, aber Jesse entkommt mit Zerelda auf seinem Pferd Silver King und zwingt Parson Bill, sie in einer Postkutsche zu verheiraten.

## Hintergrund
Alfred L. Werker war Produktionsleiter des Films.

## Veröffentlichung
Die Premiere des Films fand am 15. Oktober 1927 in New York statt. 1928 kam er im Deutschen Reich in die Kinos, 1929 in Österreich.

## Kritiken
Der Kritiker der The New York Times schrieb, während die Verfilmung von Jesse James’ von Kugeln durchsiebter Karriere zweifellos unterhaltsam sei, vor allem weil sie dem Banditenhelden eine blitzartige geistige Ausstattung und unvergleichliche akrobatische Fähigkeiten verleihe, sei sie als Charakterstudie des berühmten Gesetzlosen insgesamt enttäuschend. Trotz der hier und da erfolgreichen Versuche, tatsächliche Ereignisse einzuführen, erinnere die Idee, dass Jesse James einen Schornstein hochklettert, über Dächer hüpft und springt und schließlich in den Sattel seines treuen Pferdes springt, zu sehr an die Mühlen von Hollywood.